# باتشکوویتسه
باتشکوویتسه (به چکی: Bačkovice) یک منطقهٔ مسکونی در جمهوری چک است که در منطقه تربیچ واقع شده‌است.
 باتشکوویتسه ۶٫۳۸ کیلومتر مربع مساحت و ۱۲۳ نفر جمعیت دارد و ۴۲۴ متر بالاتر از سطح دریا واقع شده‌است.